# Diandrochloa
Diandrochloa es un género de plantas herbáceas perteneciente a la familia de las poáceas. es originario de América, Australia, Asia, África.

## Etimología
El nombre del género deriva del griego diandro (varón) y chloé (hierba), aludiendo a sus floretes.

## Citología
Número de la base del cromosoma, x = 10. Cromosomas "pequeños".

## Especies
- Diandrochloa diarrhena (Schult. & Schult. f.) A.N. Henry
- Diandrochloa diplachnoides (Steud.) A.N. Henry
- Diandrochloa glomerata (Walter) Burkart
- Diandrochloa japonica (Thunb.) A.N. Henry
- Diandrochloa namaquensis (Nees ex Schrad.) De Winter
- Diandrochloa pusilla (Hack.) De Winter